# Mohammad Sadschādi (Diplomat)
Mohammad Sadschādi (auch Mohammad Sajjadi) (persisch محمد سجادی, DMG Muhammad Saǧādī; * 16. Oktober 1961 in Teheran) ist ein iranischer Diplomat.
Er ist Bachelor der internationalen Beziehungen des College of International Relations, das dem Außenministerium angegliedert ist, und Master der Politikwissenschaft der Universität Teheran.
Er ist verheiratet und hat drei Kinder.

## Werdegang
Ab 1985 war er beim National Iranian Radio and Television beschäftigt, wo er bis 1989 Rundfunkredakteur war und anschließend bis 1990 Fernsehredakteur. Er fertigte mehr als 100 Beiträge aus verschiedenen Bereichen wie Geschichte, Politik, internationale Beziehungen und Wirtschaft. 
Im Jahr 1990 trat er in den auswärtigen Dienst.
Von 1994 bis 1998 wurde er an der iranischen Botschaft in Jakarta beschäftigt.
Von 2001 bis 2005 war er Botschafter in Bangkok und war zeitgleich als ständiger Vertreter der Iranischen Regierung beim Wirtschafts- und Sozialkommission für Asien und den Pazifik.
Von 2005 bis 2007 leitete er die Abteilung Westasien.
Von 2007 bis 2010 leitete er die politische Abteilung im Außenministerium.
Vom 22. März 2010 bis 1. Mai 2013 war er Ständiger Vertreter der Regierung von Mahmoud Ahmadinejad nächst dem Büro der  Vereinten Nationen in Genf.